# كينان بروك
كينان بروك (بالإنجليزية: Keenan Brock)‏ هو منافس ألعاب قوى أمريكي، ولد في 6 يناير 1992 في برمنغهام في الولايات المتحدة.

## وصلات خارجية
- كينان بروك على موقع الاتحاد الدولي لألعاب القوى (الإنجليزية)
- كينان بروك على موقع TFRRS.org (الإنجليزية)